# Traumboy
Traumboy ist ein Lied der deutschen Sängerin Frl. Menke aus dem Jahr 1982, das der Neuen Deutschen Welle zugerechnet wird.

## Entstehung und Inhalt
Die Musik wurde von Harald Gutowski, Frl. Menke und Hans-Georg Moslener geschrieben; der Text stammt von Harry Gutowski, Frl. Menke und Barb Lazy. In dem Lied beschreibt ein Mädchen die Sehnsucht nach einem bestimmten Jungen, der für es unerreichbar scheint.

## Veröffentlichung und Rezeption
Das Lied wurde auf Frl. Menkes erstem, selbstbetitelten Album veröffentlicht und auch bei Polydor als Single ausgekoppelt. Die Single erreichte Platz 39 der deutschen Single-Charts und war 14 Wochen platziert. Das Lied erschien auf einigen Neue-Deutsche-Welle-Kompilationen. Eine 5:43 Minuten lange 12"-Maxi erschien als unverkäufliche Promo-Veröffentlichung.
Frl. Menke trat mit dem Song am 8. November 1982 in der ZDF-Hitparade auf, konnte sich jedoch nicht unter den ersten Drei platzieren. Dabei sorgte ihr geplantes Kostüm, ein Brautkleid mit Schleier, im Vorfeld für Diskussionen. Sie durfte zwar das Kleid tragen, jedoch keinen Schleier, da die „Institution Ehe“ nicht verunglimpft werden sollte. Den Schleier hatte sie jedoch während des Auftritts am Kleid befestigt und setzte ihn sich auf. Zudem holte sie auch einen Brief aus dem Dekolleté hervor, was ebenfalls für Kritik sorgte.